# The Very Best of The Jacksons
The Very Best of The Jacksons – kompilacja The Jacksons wydana w 2004 roku. Zawiera utwory zarówno z okresu Motown jak i Epic.

## Lista utworów

### Dysk 1
1. „I Want You Back”
2. „ABC”
3. „The Love You Save”
4. „I’ll Be There”
5. „Mama’s Pearl”
6. „Never Can Say Goodbye” (Single Version)
7. „Sugar Daddy” (Single Version)
8. „Dancing Machine” (Single Version)
9. „Lookin’ Through the Windows”
10. „Doctor My Eyes”
11. „Ain’t No Sunshine”
12. „Got to Be There” (Single Version)
13. „Rockin’ Robin”
14. „Ben” (Single Version)
15. „One Day in Your Life”
16. „Farewell My Summer Love”

### Dysk 2
1. „Can You Feel It” (Single Edit)
2. „Blame It on the Boogie”
3. „Enjoy Yourself”
4. „Show You the Way to Go” (Single Version)
5. „Dreamer”
6. „Even Though You’re Gone”
7. „Goin’ Places”
8. „Torture”
9. „Shake Your Body (Down to the Ground)” (Single Version)
10. „Lovely One”
11. „This Place Hotel”
12. „Walk Right Now” (Single Version)
13. „State of Shock” (with Mick Jagger)
14. „2300 Jackson Street”
15. „Nothin (That Compares 2 U)” (Video)
16. „Don’t Stop ’Til You Get Enough” (Live 1981)